# Phanaeus eximius
Phanaeus eximius là một loài bọ cánh cứng trong họ Bọ hung (Scarabaeidae).